# 제 소공
제 소공(齊昭公, ? ~ 기원전 613년, 재위 : 기원전 632년 ~ 기원전 612년)은 춘추시대 제나라의 제19대 후작이다. 휘는 반(潘)이다.

## 사적
제 효공 사후, 제 환공 생전부터 자신을 세우려 한 공자 개방이 효공의 아들을 죽이고 제후로 세웠다.
소공 원년(기원전 632년), 성복 싸움에서 국귀보 · 최요에게 군대를 거느리고 진 문공을 도와 초나라와 싸우게 했다. 승전 후 진 문공은 제, 송, 노, 채, 정, 위, 거 여덟 나라와 천토에서 회합하고 동맹을 맺었다.
소공 6년(기원전 627년) 여름, 작년에 패자 진 문공이 죽은 틈을 타 적(狄)의 침략을 받았다. 이후에도 소공 10년(기원전 623년) 여름, 소공 15년(기원전 618년) 여름, 소공 17년(기원전 616년)에 적의 침략을 받았다.

## 가정
- 제 환공 (아버지)
- 장위희 (서모)
  - 제후 무궤 (형)
- 소위희 (서모)
  - 제 혜공 (형)
- 정희 (서모)
  - 제 효공 (형)
- 갈영 (친모)
  - 제 소공
    - 제군 사 (아들)
- 밀희 (서모)
  - 제 의공 (아우)